# II-54
Die II-54 (bulgarisch Републикански път ІІ-54 Republikanski pat II-54, „Republikstraße II-54“) ist eine Hauptstraße (zweiter Ordnung) in Bulgarien.

## Verlauf
Die Straße zweigt von der Straße I-5 in Bjala (bulgarisch Бяла) (Ortsteil Gara Bjala) nach Norden ab und führt am linken Ufer des Flusses Jantra nach Zenowo (Ценово) und von dort nach Westen nach Karamanowo (Караманово). Dort biegt sie nach Norden/Nordwesten ab und erreicht in Wardim (Вардим) ihr Ende an der Straße II-52, die dem südlichen Ufer der Donau flussaufwärts folgend, nach Swischtow (bulgarisch Свищов) führt.